# Ledeno kraljestvo
Ledeno kraljestvo (izvirno angleško Frozen) je ameriški tridimenzionalni računalniško animirani glasbeni fantazijski film, ki ga je ustvaril Walt Disney Animation Studios in izdal Walt Disney Pictures. To je 53. Disneyjev animirani film, inspiracija za film pa je bila Andersenova pravljica »Snežna kraljica«.
Pripoveduje zgodbo o neustrašni princesi Ani, ki se v družbi krepkega prenašalca ledu Krištofa, njegovega zvestega severnega jelena Svena in naivnega snežaka Olafa odpravi iskat svojo odtujeno sestro Elso, katere magična moč je nenamerno prinesla večno zimo v kraljestvo.